# Trigonidomimus zernyi
Trigonidomimus zernyi är en insektsart som först beskrevs av Lucien Chopard 1931.  Trigonidomimus zernyi ingår i släktet Trigonidomimus och familjen syrsor. Inga underarter finns listade i Catalogue of Life.